# إلكترون (صاروخ)
«إلكترون» هو صاروخ مداري حامل مكون من مرحلتين (مع مرحلة ثالثة اختيارية) طورته شركة الفضاء الأمريكية روكيت لاب لخدمة قطاع إطلاق الأقمار الصناعية التجارية الصغيرة. تُعتبر محركاته من نوع رذرفورد، المُصنعة في كاليفورنيا، أول محركات ذات ضخ كهربائي لتشغيل صاروخ مداري.
في ديسمبر 2016، أكمل صاروخ إلكترون اختبارات كفاءة الإطلاق. أُطلق الصاروخ الأول في 25 مايو 2017، ووصل إلى الفضاء ولكنه فشل في الدخول في مدار بسبب خلل في معدات الاتصالات على الأرض. خلال مهمته الثانية في 21 يناير 2018، دخل إلكترون في مدار حول الأرض ونشر ثلاث أقمار صناعية من نوع كيوبسات. جرى الإطلاق التجاري الأول لإلكترون، والإطلاق الثالث للصاروخ بشكل عام، في 11 نوفمبر 2018.

## التصميم

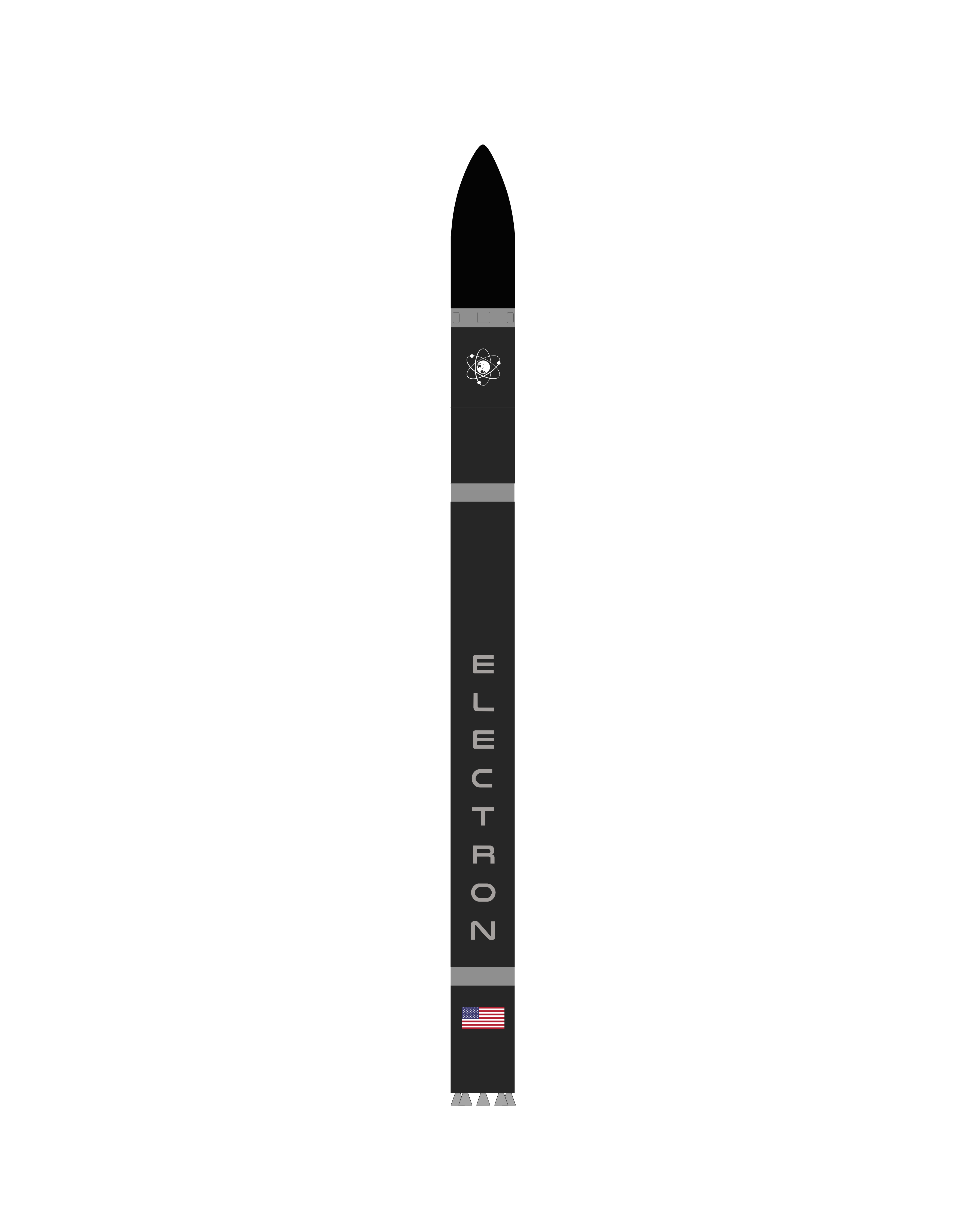
مخطط الصاروخ الإلكتروني

يستخدم الإلكترون مرحلتين بنفس القطر (1.2 متر، 3 قدم و11 إنش) مملوءين بالوقود آر بّي 1/إل إوه إكس. بُني الهيكل الرئيسي للصاروخ باستخدام مادة كربونية خفيفة الوزن.
تستخدم كلتا المرحلتين محرك رذرفورد الصاروخي المُبتكر، وهو أول محرك ذي ضخ كهربائي لتشغيل صاروخ مداري. تُشغل المضخات الكهربائية بواسطة بطاريات ليثيوم بوليمر. تستخدم المرحلة الثانية ثلاث بطاريات «تُبدل بسرعة»، إذ يجري التخلص من بطاريتين بمجرد نفادهما لتخفيف الكتلة المحمولة. هناك تسع محركات رذرفورد في المرحلة الأولى ونسخة واحدة مُصممة للعمل في فراغ الفضاء في المرحلة الثانية. توفر محركات المرحلة الأولى قوة دفع تعادل 162 كيلو نيوتن (36000 باوند قوة)، بينما توفر المرحلة الثانية قوة دفع تعادل 22 كيلو نيوتن (4900 باوند قوة). يجري صناعة جميع أجزاء المحركات تقريبًا بتقنية الطباعة ثلاثية الأبعاد لتوفير الوقت والمال في عملية التصنيع.
طورت روكيت لاب أيضًا مرحلة ثالثة اختيارية مصممة لتدوير مدارات الأقمار الصناعية (أي جعلها دائرية الشكل). كما تضع المرحلة الثالثة الأقمار الصناعية في مدار أكثر دقة في وقت أقل. تستخدم هذه المرحلة «المساعدة» محركًا صاروخيًا جديدًا، يُدعى كيوري، يستطيع إجراء عدة عمليات إشعال لوقوده، ويستخدم وقودًا أحاديًا «صديقًا للبيئة» غير مُحدد، ويُصنع بواسطة الطباعة ثلاثية الأبعاد. استُخدام لأول مرة خلال مهمة إلكترون الثانية. يمكن للمرحلة «المساعدة» نقل حمولة تصل كتلتها إلى 150 كيلوجرام (330 باوند).
هناك تصميم آخر للمرحلة الثالثة، يُسمى «فوتون»، يجري تطويره لإيصال حمولات صغيرة تصل كتلتها إلى 30 كيلوجرام (66 باوند) إلى مدار حول القمر.

## الإنتاج
يتطلب تصنيع المكونات الكربونية لهيكل الصاروخ 400 ساعة عادةً من العمل اليدوي المُكثف. في أواخر عام 2019، بدأت روكيت لاب باستخدام قدرات تصنيع روبوتية جديدة لإنتاج جميع الأجزاء الكربونية للصاروخ خلال 12 ساعةً فقط. أُطلق على الروبوت اسم «الروبوت روزي»، نسبةً للشخصية الكرتونية الروبوتية في برنامج ذا جتسونز التلفزيوني. يمكن للعملية صناعة جميع هياكل ألياف الكربون، بالإضافة إلى إجراء عمليات القطع والحفر والصقل لتصبح الأجزاء جاهزةً للتجميع النهائي. تهدف الشركة اعتبارًا من نوفمبر 2019 إلى تقليل فترة تصنيع إلكترون الإجمالية إلى سبعة أيام فقط.
تُستخدم تقنية الطباعة ثلاثية الأبعاد في تصنيع محرك رذرفورد بشكل مُكثف، منذ أولى مهمات إلكترون. يسمح هذا بزيادة الإنتاج بطريقة مباشرة نسبيًا من خلال زيادة عدد وقدرات الطابعات ثلاثية الأبعاد.